# Bibliologia
Bibliologia é a ciência da história e composição dos livros. É o conjunto de conhecimentos e técnicas que abrangem a história do livro, a bibliotecnia, a bibliografia, a bibliotecologia, a biblioteconomia, e a bibliofilia, e se relacionam com a origem, evolução, produção, publicação, descrição, enumeração, conservação, e restauração dos livros, e a organização deles em coleções gerais ou especiais para uso público ou privado. O profissional dessa área é o bibliólogo. 
Existe a bibliologia relacionada à analise dos livros e de sua formação como um todo e o estudo somente das escrituras sagradas.